# Balati
Balati (auch: Balaté) ist ein Dorf in der Landgemeinde Namaro in Niger.

## Geographie
Das von einem traditionellen Ortsvorsteher (chef traditionnel) geleitete Dorf liegt am rechten Ufer des Flusses Niger. Es befindet sich rund elf Kilometer südöstlich des Hauptorts Namaro der gleichnamigen Landgemeinde, die zum Departement Kollo in der Region Tillabéri gehört. Zu den Siedlungen in der näheren Umgebung von Balati zählen Karma Goungou auf einer vorgelagerten Flussinsel im Nordwesten, Bantouré am gegenüberliegenden Flussufer im Nordosten, Sikièye stromabwärts im Südosten und Darra stromaufwärts im Südwesten.
Balati ist Teil der Übergangszone zwischen Sahel und Sudan. Die durchschnittliche jährliche Niederschlagshöhe beträgt hier zwischen 400 und 500 mm.
Folgende Vogelarten wurden am Fluss bei Balati beobachtet:
- Blaustirn-Blatthühnchen (Actophilornis africanus)
- Silberreiher (Ardea alba)
- Graureiher (Ardea cinerea)
- Mittelreiher (Ardea intermedia)
- Purpurreiher (Ardea purpurea)
- Hagedasch (Bostrychia hagedash)
- Kuhreiher (Bubulcus ibis)
- Kampfläufer (Calidris pugnax)
- Graufischer (Ceryle rudis)
- Rohrweihe (Circus aeruginosus)
- Witwenpfeifgans (Dendrocygna viduata)
- Seidenreiher (Egretta garzetta)
- Stelzenläufer (Himantopus himantopus)
- Riedscharbe (Microcarbo africanus)
- Rotmilan (Milvus m. migrans/parasitus/aegyptius)
- Sichler (Plegadis falcinellus)
- Krokodilwächter (Pluvianus aegyptius)
- Höckerglanzgans (Sarkidiornis melanotos)
- Knäkente (Spatula querquedula)
- Pharaonenibis (Threskiornis aethiopicus)
- Grünschenkel (Tringa nebularia)
- Teichwasserläufer (Tringa stagnatilis)
- Spornkiebitz (Vanellus spinosus)[3]

## Geschichte

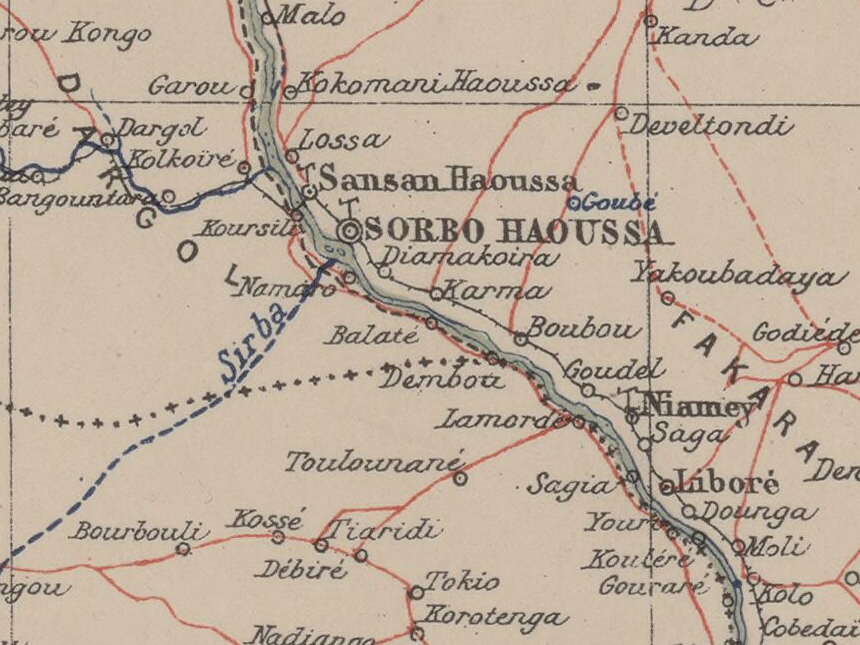
Ausschnitt einer Karte von 1903 mit Balati (Balaté) im Zentrum

Der staatliche Stromversorger NIGELEC elektrifizierte das Dorf ab 2012. Balati wurde 2023 als einer von 20 Orten im Departement Kollo als „Modelldorf“ der Initiative Spotlight zertifiziert. Das 2019 in Niger begonnene Programm zielte auf die Beseitigung geschlechtsspezifischer Gewalt und schädlicher Praktiken. Es wurde von der Europäischen Union finanziert und vom UNDP, dem UNFPA, den UN Women und der UNICEF umgesetzt.

## Bevölkerung
Bei der Volkszählung 2012 hatte Balati 2424 Einwohner, die in 277 Haushalten lebten. Bei der Volkszählung 2001 betrug die Einwohnerzahl 1337 in 166 Haushalten und bei der Volkszählung 1988 belief sich die Einwohnerzahl auf 1617 in 223 Haushalten.

## Wirtschaft und Infrastruktur
Es gibt ein Reisanbaugebiet bei Balati, dessen tonhaltiger Boden schwer zu bearbeiten ist. In der Gegend um das Dorf herrschen sonst sandige Böden vor. Die Hauptaktivitäten in der Senke entlang des Niger-Flusses, in der Balati liegt, sind der Ackerbau, die Viehzucht, die Fischerei und der Verkauf von Holz. In der Senke werden Hirse, Sorghum, Augenbohnen, Okra, Süßkartoffeln, Kürbisse und weiteres Gemüse angebaut. Es gibt eine Getreidebank im Dorf. In Balati werden Rinder für die Milchproduktion gehalten.
Mit einem Centre de Santé Intégré (CSI) ist ein Gesundheitszentrum im Ort vorhanden. Es gibt eine Schule. Südlich von Balati verläuft die 214,1 Kilometer lange Nationalstraße 4 zwischen der Hauptstadt Niamey und der Staatsgrenze zu Burkina Faso.